# Lithocarpus apoensis
Lithocarpus apoensis là một loài thực vật có hoa trong họ Fagaceae. Loài này được (Elmer) Rehder mô tả khoa học đầu tiên năm 1919.